# All Night Long (Scorpions)
All Night Long è il settimo singolo pubblicato dagli Scorpions.
Il brano, un inedito non presente in nessun album di studio, è stato suonato dalla band durante le registrazioni giapponesi di Tokyo Tapes e subito pubblicato come singolo nel 1978 assieme ad altri tre brani provenienti dalle stesse sessioni.
Dopo lo strepitoso successo ottenuto dall'album di origine pubblicato agli inizi del 1979, la casa discografica RCA Records ha cercato di sfruttarne la popolarità rimettendo in circolazione il disco All Night Long (sotto forma di EP) approfittando anche dell'enorme popolarità che avevano raggiunto nel frattempo gli Scorpions dopo la pubblicazione dell'album Lovedrive.

## Tracce
1. All Night Long – 3:43
2. Fly to the Rainbow – 9:32
3. Speedy's Coming – 3:33
4. In Trance – 4:44

## Formazione
- Klaus Meine - voce
- Ulrich Roth - chitarra
- Rudolf Schenker - chitarra
- Francis Buchholz - basso
- Herman Rarebell - batteria